# Highland (Illinois)
Highland – miasto w Stanach Zjednoczonych, w stanie Illinois, w hrabstwie Madison.

## Współpraca
Miejscowość partnerska:
- Sursee, Szwajcaria